# Лизихитон
Лизихитон, или Временнокрыльник (лат. Lysichiton от др.-греч. λύσις — освобождение и χιτών — одежда, платье), — род многолетних цветковых растений семейства Ароидные (Araceae). Род включает три вида.

## Название
Название рода имеет греческое происхождение, образовано от слов «лио» (теку, растворяю, освобождаю) и «хитон» (одежда). Такое название связано с особенностями покрывала, которое в начале цветения полностью окутывает соцветие, а затем постепенно начинает разрушаться и к моменту созревания плодов полностью исчезает.

## Описание
Виды рода — водно-болотные растения, которые живут на одном месте долгие годы. Они имеют короткие вертикальные корневища, ярко-зелёные листья, овально-эллиптической формы, которые клиновидно сужаются книзу, собраны в розетку по несколько штук и расположены на коротких черешках. Ранней весной, до разворачивания листьев на растении появляется соцветие, напоминающее каллу, с початком цилиндрической формы, завёрнутым в кроющий лист. Плоды заключены в белой мясистой оси початка и имеют зелёный цвет. Семена в количестве 2(4) окружены слизью.

## Ареал
Представители рода растут на востоке Азии и на Дальнем Востоке. В западном полушарии встречается на Аляске и западе США.

## Применение
В отваренном и измельченном виде ботву используют для откорма свиней. Японские ученые рекомендуют применять это растение при заболеваниях дыхательных путей. Также виды рода используют как декоративное растение в ландшафтном дизайне.

## Таксономия и классификация
Первое действительное описание рода Лизихитон было сделано австрийским ботаником Генрихом Вильгельмом Шоттом, монографом семейства ароидных. В 1857 году он выделил из рода Dracontium, описанного Карлом Линнеем, вид Dracontium camtschatcense в отдельный монотипный род. Шотт назвал его Lysichitum, а единственный его вид стал именоваться Lysichitum camtschatcense. Орфографический вариант названия рода, использовавшийся Шоттом, сейчас почти не встречается, в большинстве современных источников используется вариант Lysichiton.
По информации сайта Germplasm Resources Information Network, род Лизихитон относится к подсемейству Оронтиевые (Orontioideae) семейства Ароидные (Araceae). В издании «Сосудистые растения советского Дальнего Востока» (1996) род Лизихитон был включён в трибу Calleae подсемейства Ароидные (Aroideae) этого же семейства, а ещё раньше, в издании «Флора СССР» (1935), род Лизихитон был отнесён к другому подсемейству ароидных — белокрыльниковым (Calloideae).
Род состоит из трёх видов. Растения лизихитона, распространённые и в Северной Америке, и в Азии, изначально считались конспецифичными и описывались под одним именем Lysichiton camtschatcense (современное написание — Lysichiton camtschatcensis). Однако в 1931 году Эрик Хультен и Харольд Сент-Джон выделили их в отдельный вид, Lysichiton americanus — Лизихитон американский. Ареал этого вида охватывает североамериканское тихоокеанское побережье и отличается от лизихитона камчатского прежде всего цветом покрывала: у американских растений оно жёлтое, а у азиатских — белое. Кроме того, в 2011 году был описан гибридный вид Lysichiton ×hortensis J.D.Arm. & B.W.Phillips (Lysichiton camtschatcensis × Lysichiton americanus).

## Комментарии
1. ↑  В издании «Сосудистые растения советского Дальнего Востока» для автора названия таксона Calleae указано обозначение Scholt, однако это, скорее всего, ошибка, поскольку на сайте International Plant Names Index такое обозначение неизвестно, а в других источниках автором этого названия считается Фридрих Бартлинг (обозначение Bartl.).